# Cropp (rivière)
La rivière Cropp (anglais : Cropp River) est un cours d’eau de l'Île du Sud de la Nouvelle-Zélande.

## Géographie
Elle s'écoule vers l'est sur 9 km avant de rejoindre la rivière Whitcombe, un affluent de la rivière Hokitika.
Les 12 et 13 décembre 1995, 1 049 mm de pluie sont tombés sur le bassin de la rivière Cropp, un record de pluie sur une période de 48 heures en Nouvelle-Zélande.